# Lasse-Majas detektivbyrå – Kameleontens hämnd
Lasse-Majas detektivbyrå – Kameleontens hämnd (stiliserat LasseMajas detektivbyrå – Kameleontens hämnd) är en svensk familjefilm från 2008, en uppföljare till SVT:s julkalender 2006 LasseMajas detektivbyrå. Filmen hade Sverigepremiär den 19 december 2008. Den spelades in på Gotland 29 januari–19 mars 2008.

## Handling
I den lilla staden Valleby där detektiverna Lasse och Maja bor börjar stadens polismästare plötsligt att bete sig mycket konstigt. Vad ingen anar är att skurken Conny Kameleont har klätt ut sig för att hämnas på polismästaren som för tjugo år sedan satte honom i fängelse. De enda som kan lösa detta mysterium är Lasse och Maja, polismästarens assistenter.

## Rollista
- Teodor Runsiö – Lasse
- Matilda Grahn – Maja
- Tomas Norström – Polismästaren
- Jacob Ericksson – Conny Kameleont
- Anna Björk – Katja Örn
- Michael Segerström – Krister Lönn
- Hassan Brijany – Muhammed Karat
- Rachel Mohlin – Siv Leander
- Suzanne Ernrup – Prästen
- Mats Bergman – Ture Modig
- Ola Forssmed – Dino
- Margareta Stone – Barbro Palm
- Veronica Dahlström – Sally Solo
- Emelie Rosenqvist – Sara Bernhard

## Datorspel
I samband med filmens biopremiär släpptes ett datorspel med samma namn utvecklat av Bajoum Interactive.